# Seppo Zetterberg
Seppo Juhani Zetterberg, född den 5 december 1945 i Helsingfors, är en finsk historiker, fil.dr. 1977. Zetterberg var 1982-1988 i olika repriser t.f. biträdande professor och tillförordnad professor vid Helsingfors universitet, 1988-1994 äldre forskare vid Finlands Akademi, och 1994-96 direktör för Finlands Estlandsinstitut samt blev 1996 professor i allmän historia vid Jyväskylä universitet. 
År 2006 utnämndes han till ledamot av Finska Vetenskapsakademien och 2011 till hedersdoktor vid Tartu universitet.
Seppo Zetterberg har som forskare intresserat sig bl.a. för Estlands historia, till exempel i doktorsavhandlingen Suomi ja Viro 1917-1919 (1977). Bland hans övriga arbeten märks företagshistoriker (till exempel Metsäliitto 1934-1984, 1984) och biografier över Yrjö Jahnsson (1982), Eugen Schauman (1986, svensk översättning Fem skott i senaten, 1987) och Eljas Erkko (2001).